# Juiced 2: Hot Import Nights
Juiced 2: Hot Import Nights (сокр. Juiced 2: HIN) — видеоигра в жанре аркадных автогонок, разработанная студией Juice Games и изданная компанией THQ для консолей, компьютеров и мобильных телефонов в 2007 году. Игра является сиквелом Juiced. Официальным локализатором в России выступила компания Бука, которая издала игру полностью на русском языке.

## Игровой процесс
Juiced 2: Hot Import Nights представляет собой игру в жанре аркадных автогонок, выполненную в трёхмерной графике.
Игра начинается в ночном клубе, где игроки должны выбрать себе персонажа и машину. Персонажа можно детально изменить, как лицо, так и одежду. Разработчики решили убрать календарь гоночных событий, систему получения уважения и дрэг-рейсинг, присутствовавшие в предшественнике. После выбора персонажа и машины игрок будет получать список доступных гонок, которые нужны для перехода на следующий уровень. В Juiced 2 есть несколько типов гонок: «Дрифт», «Кольцо» и «Назначение», «Гонка за машину», «Командная гонка», «Чемпионат» и другие. многопользовательский режим рассчитан на восемь человек. Всего в игре около ста автомобилей, у которых присутствует детальный тюнинг и стайлинг: благодаря изменению двигателя, трансмиссии и других деталей можно повысить класс автомобиля, чтобы участвовать в новых лигах, среди возможностей стайлинга — изменение как внешних деталей кузова, так и салона, а также продвинутая аэрография, позволяющая редактировать имеющееся многочисленные винилы и наносить их на любую часть машины. Автомобили повреждаются при столкновениях, однако, в отличие от первой части, после гонок автоматически восстанавливаются — за их ремонт не надо платить. У игрока и других гонщиков в игре присутствует ДНК — оно показывает стиль вождения каждого гонщика — как часто он использует закись азота, пугает соперников и так далее. Гонки в игре проходят в Альпах, Лондоне, Париже, Риме, Сан-Франциско, Сиднее и Токио.
В версиях игры для PS2, PSP и DS отсутствует возможность изменения персонажа, ограничены возможности тюнинга, уменьшено количество автомобилей и ухудшена графика.

## Разработка и выход игры
Демоверсия игры была представлена на Xbox 360 19 июля 2007 года. Во второй демоверсии был представлен мультиплеер. Разработчики решили сделать стиль сиквела подходящим для широкой аудитории, для чего заключили контракт с шоу Hot Import Nights, а также пригласили в съёмках игры различных девушек-моделей, которых можно увидеть в самой игре. Планировалась к выпуску также версия для Game Boy Advance, но была отменена.
В Juiced 2: Hot Import Nights используется лицензированный саундтрек в жанрах рок и электроника от известных композиторов. Треки во время гонок преимущественно звучат от Адама Фриленда, а музыка в меню — от MusicDoctorz.
Изначально игра вышла летом 2007 года на мобильных телефонах, осенью же состоялся выход на приставках и компьютерах.

## Оценки и мнения
| Сводный рейтинг       | Сводный рейтинг | Сводный рейтинг | Сводный рейтинг | Сводный рейтинг | Сводный рейтинг | Сводный рейтинг |
| Издание               | Оценка          | Оценка          | Оценка          | Оценка          | Оценка          | Оценка          |
| Издание               | DS              | PC              | PS2             | PS3             | PSP             | Xbox 360        |
| --------------------- | --------------- | --------------- | --------------- | --------------- | --------------- | --------------- |
| GameRankings          | 72,83 %         | 61 %            | 68 %            | 70,68 %         | 74,14 %         | 68,67 %         |
| Game Ratio            | 69 %            | 61 %            | 62 %            | 65 %            | 74 %            | 68 %            |
| Metacritic            | 72/100          | 61/100          | 66/100          | 71/100          | 73/100          | 68/100          |
| MobyRank              | 63/100          | 73/100          | 63/100          | 72/100          | 72/100          | 70/100          |
| Иноязычные издания    |                 |                 |                 |                 |                 |                 |
| Издание               | Оценка          | Оценка          | Оценка          | Оценка          | Оценка          | Оценка          |
| Издание               | DS              | PC              | PS2             | PS3             | PSP             | Xbox 360        |
| 1UP.com               | N/A             | N/A             | N/A             | N/A             | N/A             | 6,5/10          |
| AllGame               | [ 24 ]          | [ 25 ]          | [ 26 ]          | [ 27 ]          | [ 28 ]          | [ 29 ]          |
| Edge                  | N/A             | N/A             | N/A             | N/A             | N/A             | 6/10            |
| Eurogamer             | N/A             | N/A             | N/A             | N/A             | N/A             | 6/10            |
| Game Informer         | N/A             | N/A             | N/A             | 8,25/10         | N/A             | 8,25/10         |
| GamePro               | N/A             | N/A             | N/A             | N/A             | N/A             | [ 33 ]          |
| GameSpot              | 7/10            | N/A             | 5,5/10          | N/A             | N/A             | 6/10            |
| GameSpy               | N/A             | N/A             | N/A             | [ 37 ]          | [ 38 ]          | [ 39 ]          |
| IGN                   | 7/10            | N/A             | 6,9/10          | 6,8/10          | 6,9/10          | 6,8/10          |
| ONM                   | 74/100          | N/A             | N/A             | N/A             | N/A             | N/A             |
| OXM                   | N/A             | N/A             | N/A             | N/A             | N/A             | 6,5/10          |
| PALGN                 | N/A             | N/A             | N/A             | N/A             | N/A             | 6/10            |
| PC Gamer (UK)         | N/A             | 61/100          | N/A             | N/A             | N/A             | N/A             |
| TeamXbox              | N/A             | N/A             | N/A             | N/A             | N/A             | 7,4/10          |
| VideoGamer            | N/A             | N/A             | N/A             | N/A             | 7/10            | N/A             |
| Русскоязычные издания |                 |                 |                 |                 |                 |                 |
| Издание               | Оценка          | Оценка          | Оценка          | Оценка          | Оценка          | Оценка          |
| Издание               | DS              | PC              | PS2             | PS3             | PSP             | Xbox 360        |
| Absolute Games        | N/A             | 65 %            | N/A             | N/A             | N/A             | N/A             |
| «PC Игры»             | N/A             | 6/10            | N/A             | N/A             | N/A             | N/A             |
| PlayGround.ru         | N/A             | 6,5/10          | N/A             | N/A             | N/A             | N/A             |
| «Страна игр»          | N/A             | 6,5/10          | N/A             | 6,5/10          | N/A             | 6,5/10          |

Рецензенты оставили о сиквеле, как и о предшественнике, неоднозначные отзывы. На сайтах GameRankings и Metacritic средняя оценка составляет 74,14 % и 73/100 в версии для PlayStation Portable, 72,83 % и 72/100 для Nintendo DS, 70,68 % и 71/100 для PlayStation 3, 68,67 % и 68/100 для Xbox 360, 68 % и 66/100 для PlayStation 2, 61 % и 61/100 для ПК соответственно. К плюсам игры критики относили большой выбор автомобилей, трассы и возможности тюнинга. Среди недостатков часто назывались графические недочёты, однообразие прохождения и управление автомобилями, потерявшее реализм первой части.